# Alfred Siggel
Alfred Siggel (* 15. August 1884 in Berlin; † 23. Februar 1959 in Mainz) war ein deutscher Orientalist, Hochschullehrer, Politiker und im Bezirk Lichtenberg zwischen 1926 und 1933 Bezirksbürgermeister.

## Leben
Alfred Siggel wurde nach eigenem Schulbesuch in der Gemeinde Lichtenberg Volksschullehrer. Gleichzeitig erwarb er 1906 das Abitur und studierte bis 1910 Mathematik für das Höhere Lehramt. Mit dem Abschluss bekam er eine Anstellung als Studienrat, besuchte nunmehr Vorlesungen über Physik und promovierte auf diesem Gebiet 1913. Als Lichtenberg eigene Stadt wurde, wählten ihn die Bürger in die Verwaltung, wo Siggel bis 1926 Stadtschulrat war. Danach rückte er an die erste Position und wurde Bezirksbürgermeister der nun nach Berlin eingemeindeten Stadt Lichtenberg. In seiner Amtszeit weihte Siggel im Jahr 1927 unter anderem das Städtische Flussbad Lichtenberg und im Februar 1928 das Stadtbad Lichtenberg mit ein.
Bei der Machtübernahme der Nationalsozialisten im Jahr 1933 entfernte man Siggel aus politischen Gründen aus diesem Amt.
Nun entdeckte er sein Interesse für die Orientalistik und absolvierte bis 1941 ein Zusatzstudium an der Berliner Universität. Zusammen mit anderen Wissenschaftlern arbeitete er seit 1941 am Katalog der Arabischen Alchemistischen Handschriften an der Preußischen Akademie der Wissenschaften heraus. Nach Beendigung des Zweiten Weltkriegs wurde er 1945 Angestellter der Akademie und erhielt 1946 einen Lehrauftrag an der Humboldt-Universität. Siggel übersiedelte um 1950 nach Mainz, wo er bis zu seiner Pensionierung 1952 Mitarbeiter der Akademie der Wissenschaften und der Literatur war.

## Ehrung
Am 23. März 2012 erhielt eine neue Straße in Berlin-Karlshorst auf Beschluss der Bezirksverordnetenversammlung Lichtenberg zu seinen Ehren den Namen Alfred-Siggel-Weg.

## Veröffentlichungen (Auswahl)
- Die indischen Bücher aus dem Paradies der Weisheit über die Medizin des ‘Alī ibn Sahl Rabban aṭ-Ṭabarī. In: Akademie der Wissenschaften und der Literatur in Mainz, Abhandlungen der Geistes- und Sozialwissenschaftlichen Klasse. Jahrgang 1950, Nr. 14. Verlag der Akademie der Wissenschaften und der Literatur in Mainz, Wiesbaden (in Kommission bei Franz Steiner Verlag.)
- Arabisch-Deutsches Wörterbuch der Stoffe aus den drei Naturreichen. Berlin 1950.
- Die propädeutischen Kapitel aus dem Paradies der Weisheit über die Medizin des ‘Alī b. Sahl Rabban aṭ Ṭabarī. In: Akademie der Wissenschaften und der Literatur in Mainz, Abhandlungen der Geistes- und Sozialwissenschaftlichen Klasse. Jahrgang 1953, Nr. 8. Verlag der Akademie der Wissenschaften und der Literatur in Mainz, Wiesbaden (in Kommission Franz Steiner Verlag.)
- Al-Kindī's Schrift über die zusammengesetzten Heilmittel. In: Sudhoffs Archiv 37, 1953, S. 389–393.[4]
- Das Buch der Gifte des Ğābir ibn Ḥayyān. Faksimile. Steiner, Wiesbaden 1958. (Veröffentlichungen der Orientalischen Kommission, Bd. 12)